# 辯論
辯論又可稱為論辯，是指對某個議題或主张，以言語為主要方式，為分辨不同立场之正確或优劣而進行的一種爭論方式。通過辯論有助釐清某些觀點、找出事實的真相、透析政策的利弊和彰顯真理。辯論需要有廣博、精湛的知識、強大的邏輯思辯能力和出色的口才，也講求迅速、精準的反應，作出駁斥和辯護。
辯論是這樣的一個過程：正反兩方就着一個辯題提出己方的論點、理由、理據以符合邏輯的論證導出己方的立論，並通過駁斥對方的謬誤及為己方作出辯護等等的操作，說服聽眾接受己方的立論。論點要清晰、明確，與辯題中的關鍵詞有相關的指涉；理由要有高度的相關性和可信性；理據也要有高度的相關性、要具體和有力；論證除了要符合邏輯之外，還要不偏離倫理與道德；至於立論則要清晰、明確、扼要及具說服力。
辯論需要三才：文才、口才和急才。腦中有學問才可以出口成章；表達清晰、生動才能夠增強說服力；而才思敏捷和迅速精準的反應才能夠針鋒相對。

## 辯論賽的進行方式
正反雙方根據明訂的題目與規則，以具有勝負決定權的裁判人員為對象，所進行的口語說服競賽。比賽進行方式依賽制不同而有所變化。

### 英国议会式辩论
世界范围内普遍存在的辩论方式，一般以英语为辩论语言。每年举行的世界大学辩论赛（World Universities Debating Championship）和欧洲大学辩论赛（European Universities Debating Championship）都遵循英国议会式辩论的格式。
比赛每一轮都设定不同的论题，一般在比赛开始前十五分钟公布，由选手现场准备。每一轮比赛人数为四个二人队，一共八人。四个队伍分别被划分为上议院（Upper House）和下议院（Lower House）的政府（Government, Proposition）和反对党（Opposition）。四个队的名称分别为上议院政府（Opening Government），上议院反对党（Opening Opposition），下议院政府（Closing Government），以及下议院反对党（Closing Opposition）。四个队分别有不同的职责，每个选手发言7分钟，最终依照结果排第一名到第四名。

### 新式奧勒岡制
- 起源：奧勒岡辯論制度是由英、美等國法庭間的辯論演進而來，首創於美國奧勒岡州立大學。由台灣大學國際事務學會將其條規翻成中文，而後引進台灣，繼而東吳大學的正言社整理出56條的中文奧瑞岡辯論規則。自民國63年正式引進台灣後，取消「即席抗議」的制度，成為新式奧瑞岡制度，直到今天都一直都是台灣辯論界中常用的一種比賽制度。
- 意義：因為此種辯係脫胎於法庭，所以雙方的辯員有如對簿公堂的兩边，彼此互相提出論證及質詢，正方代表的是原告，反方則象徵被告；主席則有如法官，仲裁抗議的提出成立與否並維持比賽的順利進行；評審則是陪審團，操決勝負之大權。
- 參加人員：正反雙方各派辯士員三位，評審三、五、七位（可增加但以奇數位為主），主席一位，另有按鈴、計時、計分人員。

### 新加坡制
上个世纪八十，九十年代，新加坡和马来西亚中学所流行的华语辩论比赛方式。后来被大專华语辯論賽所採用。目前传统的“新加坡制”已经不是主流的大专华语辩论比赛方式。1999年开始，许多的新加坡和馬來西亞的大专华语辩论赛都对传统的“新加坡制”进行不断的更改，一般上是加入了质询，盘问，一对一攻辩，小结，或驳论等环节的其中几项，同时减短或取消了二辩和/或三辩的陈词环节。
传统的“新加坡制”规则如下：
- 一場辯論比賽通常分成正反雙方兩隊，主席與司儀，裁判三位（可更多但是需以奇數為主）。
- 正反雙方各有四人，分別為主辯，第一助辯，第二助辯及結辯。而中學賽制中多為一隊三人，主辯會兼任結辯。
- 發言次序為正方主辯，反方主辯，正方第一副辯，反方第一副辯，正方第二副辯及反方第二副辯，之後便是台下發問時間，台下發問完結後，到反方結辯發言，最後正方結辯。

### 題目
一般來說可以區分成政策性命題與價值性命題，不過這不是個嚴謹的分類方式，部份人士認為由事實判斷與價值判斷來做切割，分成三種命題，政策性命題、價值性命題及事實性命題。

## 辯論中經常出現的問題
1. 離題：未能對焦辯題的關鍵位。初級辯手經常離題及指責對方離題。
2. 迴避交鋒：正反方均有交鋒的責任，否則對方的立論便被視為成立。初級辯手常常自說自話而忽略辯駁。
3. 理由的相關性：理由的相關程度低，欠缺說服力。
4. 人身攻击：针对发言者，而非发言内容进行攻击。
5. 循环论证：是用結論本身支持自己的論點。例如：「我是個好人，因為我總是做好事。」
6. 訴諸斷言：斷言是一個陳述或主張，如果未經論證的話是沒有說服力的。
7. 滑坡謬誤：將可能發生之事解釋為必然發生，並重複推導至結論。

## 歷史上的有名辯論

### 中國
- 鹽鐵論 - 舉行於公元前81年的西漢漢昭帝時期的，關於漢武帝在位期間定下鹽鐵、榷酤、均輸平準等財政政策的諸次討論。在決定了西漢政權走向的同時又涉及了古代中國兩大思想體系——儒家和法家治國理念的差異。

- 神滅論 - 發生於南北朝梁武帝時期，圍繞著主張神滅論的中書郎范縝的辯論，當時的皇帝梁武帝萧衍也參與了其中。

- 新舊法論爭 - 北宋中期宰相王安石變法引發的討論，後升級為政爭。

### 西方
- Lincoln-Douglas Debate

於1858年一連七場的政治辯論
- Bohr-Einstein Debates

於二十世紀初有關量子力學的爭辯
- 1960 United States Presidential Debates

1960年美國民主黨總統候選人約翰・甘迺迪與共和黨總統候選人李察・尼克遜的辯論
- Unified Field Theory Debates

由二十世紀初至今仍在進行中關於統一場論的辯論
- Debate over the atomic bombings of Hiroshima and Nagasaki

有關在日本廣島和長崎投下原子彈在道德、法律及軍事方面十分龐大的辯論

## 中文圈知名辯論賽事

### 中国大陆主要赛事
- 海峡两岸大学生辩论赛

### 香港主要賽事
- 香港大專辯論賽
- 聯校中文辯論比賽
- 基本法多面睇全港學生辯論賽
- 星島全港校際辯論比賽
- 鳴辯盃
- 童行盃
- 辯論道場中學生辯論聯賽
- 全港中學學界辯論比賽
- 香港辯論超級聯賽
- 香港中學辯論賽

### 臺灣主要賽事
- CDPA辯論錦標賽
- 全國高中名校辯論邀請賽
- 海峽兩岸大學生辯論賽
- 租稅教育盃全國大專辯論比賽

## 相關
- 詭辯
- 名家